# Wolf Burbat
Wolf Burbat (* 1946 in Bremen als Wolfgang Burbat) ist ein deutscher Jazzmusiker (Flöte, Saxophon, Synthesizer) und Komponist. Er lehrte an der Hochschule der Künste Berlin und der Folkwang Universität der Künste.

## Leben und Wirken
Burbat studierte nach dem Abitur zunächst Mathematik; er war dann als wissenschaftlicher Assistent an der Universität Münster tätig. 1970 trat er mit dem Frankfurter Trio für Improvisation auf dem Deutschen Jazzfestival auf. Anschließend absolvierte er ein klassisches Flötenstudium in Münster, nahm aber zusätzlich privaten Jazzunterricht bei Dave Liebman, Bob Berg und Hal Galper in New York. In dieser Zeit leitete er die Jazzrockgruppe Katamaran, mit der er drei Alben aufnahm. Weiterhin wirkte er als Theatermusiker (am Berliner Theater des Westens) und war an Aufnahmen von Maria Farantouri beteiligt. Auch arbeitete er mit den Chromatischen Phantasten und der Gruppe Neue Musik Berlin. 
Von 1980 bis 1992 war Burbat als Theorie-, Arrangement- und Saxophonlehrer in Berlin an der Hochschule der Künste tätig, wo er den Studiengang Jazz maßgeblich entwickelte und mit aufbaute. Bei den Darmstädter Tagen für Neue Musik leitete er einen Workshop. Von 1991 bis 2012 war er an der Folkwang-Hochschule in Essen als Professor für musikalische Grundausbildung bzw. Musiktheorie in den Bereichen Musical und Jazz sowie Ensembleleitung tätig. Von Oktober 2000 bis Dezember 2002 bekleidete er zudem dort die Funktion des Prorektors.
Burbat verfasste das Standardwerk Die Harmonik des Jazz (zuerst Oreos-Verlag 1988, später Taschenbuchausgabe). Als Komponist schrieb er zunächst  Theater- und Hörspielmusik, wandte sich aber seit den 1990er Jahren verstärkt der Kammermusik zu.